# María José Alcaraz
María José Alcaraz León (Torre-Pacheco, 1976) es una filósofa española. Es profesora titular de la Facultad de Filosofía de la Universidad de Murcia. Su área de especialización es Estética y Teoría de las Artes. En 2012 se convirtió en la primera mujer en obtener el Premio de Jóvenes Investigadores de la Región de Murcia.

## Trayectoria
María José Alcaraz se licenció en Filosofía por la Universidad de Murcia en 1999. En 2006 obtuvo el doctorado europeo con una tesis doctoral titulada "La teoría del arte de Arthur Danto: de los objetos indiscernibles a los significados encarnados", dirigida por Francisca Pérez Carreño. Esta obra se convirtió en la tesis doctoral más consultada de la Universidad de Murcia en 2011/2012.
Alcaraz realizó estancias de investigación postdoctoral en la Universidad de Columbia, donde fue supervisada por Arthur C. Danto, en la Universidad de Sheffield y en la Universidad Autónoma de Barcelona. Se convirtió en profesora del departamento de Filosofía de la Universidad de Murcia.
Ha publicado diversos artículos e informes para editoriales como Tecnos o Cambridge Scholar Publishing, algunas de alcance internacional como el ensayo 'The rational justification of aesthetic judgements', con el que llegó a ser reconocida con el premio John Fisher de la Asociación Americana de Estética, institución de la que también se convirtió en miembro.

## Reconocimientos
En 2007 recibió el premio de ensayo “John Fisher Memorial Prize”  otorgado por la Asociación Americana de Estética por el artículo "The Rational Justification of Aesthetic Judgments". En 2012 recibió también el Premio Jóvenes Investigadores de la Región de Murcia en la modalidad de Humanidades, como reconocimiento a su trayectoria profesional en la filosofía del arte y más en concreto en el análisis de los valores estéticos así como de su justificación en el mundo contemporáneo. Fue la primera mujer en obtener dicho galardón en las ocho ediciones celebradas del Premio Jóvenes Investigadoras hasta ese momento, que es convocado anualmente por la Consejería de Universidades, Empresa e Investigación, a través de la Fundación Séneca.

## Publicaciones

### Libros como editora
- (2016) Las artes y la filosofía. María José Alcaraz y Alessandro Bertinetto (compiladores). Colección: Problemas de Estética, UNAM, Instituto de Investigaciones Filosóficas, México.[10]

- (2010) Significado, Emoción y Valor: Ensayos sobre Filosofía de la Música. María José Alcaraz y Francisca Pérez Carreño (eds.), Antonio Machado, Madrid.[11]

### Artículos académicos
- (2022) "On the Aesthetic Appreciation of Damaged Environments", The Journal of Aesthetics and Art Criticism vol. 80: 4.[12]

- (2022) "Sobre el papel inferencial de las representacione visuales. Comentario al capítulo VIII del libro Frege Pragmatised. Bringing sense back into Logical Theory", María José Frápolli, Synthese Library Book Series. Revista de la Sociedad de Lógica, Metodología y Filosofía de la Ciencia en España, ISSN: 2695-480X.

- (2021) "El lector ante la autoficción", Thémata. Revista de Filosofía , vol. 63.[13]
- (2018) “Aesthetics Makes Nothing Happen? The Role of Aesthetic Properties in the Constitution of Non-aesthetic Value” The Journal of Aesthetics and Art Criticism, vol. 76:1.
- (2016) “Is there really a puzzle over negative emotions and aesthetic pleasure?” The Nordic Journal of Aesthetics, nº 52.